# 布隆拜
布隆拜（法語：Blombay，法語發音：[blɔ̃bɛ]）是法国大東部大區阿登省的一个市镇，属于沙勒维尔-梅济耶尔区。

## 地理
布隆拜（49°49'25"N, 4°27'8"E）面积9.47 平方千米，位于法国大東部大區阿登省，该省份为法国北部内陆省份，西接埃纳省，南至马恩省，东临默兹省，北与比利时接壤。
与布隆拜接壤的市镇（或旧市镇、城区）包括：欧比尼莱波泰、塞尔尼翁、希利、莱谢勒、埃塔勒、拉瓦勒莫朗西、马尔比。

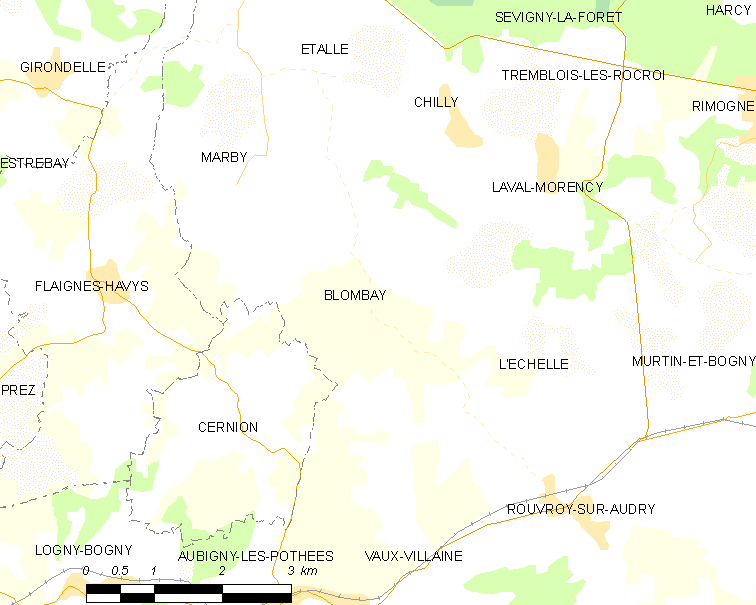
布隆拜的OSM定位图

布隆拜的时区为UTC+01:00、UTC+02:00（夏令时）。

## 行政
布隆拜的邮政编码为08260，INSEE市镇编码为08071。

## 政治
布隆拜所属的省级选区为罗克鲁瓦县。

## 人口

1962-2008年间布隆拜人口变化图示

布隆拜于2022年1月1日时的人口数量为130人。